# Selfie (The Chainsmokers)
#Selfie is een nummer van het Amerikaanse dj-duo The Chainsmokers uit 2014.
In "#Selfie" wordt niet gezongen, maar horen we een jonge, narcistische vrouw in een nachtclub praten. De vrouw maakt zich zorgen over het nemen van selfies, en ze vervolgens op Instagram te plaatsen. Ook uit de vrouw kritiek op andere clubgangers en hun outfits. Daarnaast heeft ze het voortdurend over een jongen genaamd Jason, op wie ze wellicht een oogje heeft, maar met wie ze ook een haat/liefdeverhouding heeft. Aan het eind van elk couplet zegt de vrouw steeds: "Let me take a selfie". In de videoclip van het nummer zijn ook selfies van diverse bekende personen te zien, onder meer van Steve Aoki, Snoop Dogg en David Hasselhoff. "#Selfie" betekende de wereldwijde doorbraak voor The Chainsmokers. Het haalde de 16e positie in de Amerikaanse Billboard Hot 100. In de Nederlandse Top 40 haalde het de 9e positie, en in de Vlaamse Ultratop 50 de 14e.